# 吳履
吳履，字德基，蘭溪人，明朝官吏。
李文忠鎮浙東时，聘其为郡學正。随后授南康县丞。在任期间其实行一系列的宽仁政策，为百姓爱戴。随后，升为安化知縣、濰州知州。